# Bertus de Harder
Pour les articles homonymes, voir Harder.
Johannes Lambertus de Harder, aussi appelé Bertus de Harder, né le 14 janvier 1920 à La Haye aux Pays-Bas et mort le 7 décembre 1982 à Jeumont en France, est un footballeur professionnel d'origine néerlandaise.

## Carrière
Il commence sa carrière avec l'équipe de VUC en 1937 et y restera jusqu'à la fin de la saison 1948-49.
Il signe avec les Girondins de Bordeaux de première division française en 1949 recruté par Jean Pujolle alors que de Harder était laveur de vitre. Le 7 mai 1950, l'équipe remporte son premier titre de champion de France douze mois après avoir accédé à la première division française. Avec 21 buts, il est le meilleur buteur de l'équipe, performance qu'il répètera en 1952 alors que la saison suivante, il est troisième meilleur buteur derrière Abdesselem Ben Mohammed et Édouard Kargu.
Il quitte l'équipe à la suite de la saison 1955-56 et rejoint l'équipe Holland Sport dans son pays natal pour deux saisons. En 1957, il devient entraîneur de l'équipe française de l'AS Angoulême, et en championnat de France de football. De 1962 à 1964, il entraîne les joueurs du FC Mulhouse. À l'âge de 62 ans, il décédera d'une crise cardiaque dans la soirée du mercredi 7 décembre 1982.

## Source
- Marc Barreaud, Dictionnaire des footballeurs étrangers du championnat professionnel français (1932-1997), L'Harmattan, 1997.